# Municipio de Red Stripe
El municipio de Red Stripe (en inglés: Red Stripe Township) es un municipio ubicado en el condado de Stone en el estado estadounidense de Arkansas. En el año 2010 tenía una población de 340 habitantes y una densidad poblacional de 8 personas por km².

## Geografía
El municipio de Red Stripe se encuentra ubicado en las coordenadas 35°49′41″N 91°56′22″O / 35.82806, -91.93944. Según la Oficina del Censo de los Estados Unidos, el municipio tiene una superficie total de 42.49 km², de la cual 42,01 km² corresponden a tierra firme y (1,14 %) 0,48 km² es agua.

## Demografía
Según el censo de 2010, había 340 personas residiendo en el municipio de Red Stripe. La densidad de población era de 8 hab./km². De los 340 habitantes, el municipio de Red Stripe estaba compuesto por el 94,12 % blancos, el 0,88 % eran afroamericanos, el 0,88 % eran amerindios, el 0,29 % eran asiáticos y el 3,82 % eran de una mezcla de razas. Del total de la población el 0,59 % eran hispanos o latinos de cualquier raza.